# Apomecyna obliquata
Apomecyna obliquata là một loài bọ cánh cứng trong họ Cerambycidae.